# علاجات بديلة لمرض السرطان
العلاج البديل لمرض السرطان هو علاج مكمل أو بديل لمرض السرطان، وقامت الوكالات الحكومية باكتشافه وهي المسؤولة عن ضبط الأدوية، وتشمل نظام غذائي ومواد كيميائية وأعشاب وأدوات وإجراءات يدوية. ويصف علاج السرطان البديل أي علاج أو ممارسة للسرطان ليست جزءً من المعيار التقليدي لرعاية السرطان.
منذ أواخر القرن التاسع عشر، أنشأ الباحثون الطبيون رعاية السرطان الحديثة من خلال تطوير العلاج الكيميائي والعلاج الإشعاعي والعلاجات المستهدفة والتقنيات الجراحية المكررة. واعتبارا من عام 2019، توفي 32.9٪ فقط من مرضى السرطان في الولايات المتحدة في غضون خمس سنوات من تشخيصهم. وعلى الرغم من فعاليتها، فإن العديد من العلاجات التقليدية مصحوبة بمجموعة واسعة من الآثار الجانبية، بما في ذلك الألم والتعب والغثيان.
يدعي العديد من مؤيدي العلاجات البديلة زيادة الفعالية وانخفاض الآثار الجانبية بالمقارنة مع العلاجات التقليدية. ومع ذلك، أظهرت إحدى الدراسات الأترابية بأثر رجعي أن المرضى الذين يستخدمون العلاجات البديلة بدلا من العلاجات التقليدية كانوا أكثر عرضة للوفاة بـ 2.5 في غضون خمس سنوات.
لم يتم اختبار معظم علاجات السرطان البديلة في التجارب السريرية المناسبة. ومن بين الدراسات التي تم نشرها، غالبا ما تكون الفعالية رديئة. وجدت مراجعة أجريت عام 2006 لـ 196 تجربة سريرية درست علاجات السرطان غير التقليدية نقصا في اختبارات المرحلة المبكرة، والقليل من الأساس المنطقي لأنظمة الجرعات، والتحليلات الإحصائية الضعيفة. ظهرت هذه الأنواع من العلاجات واختفت عبر التاريخ.